# Jurmanga
Jurmanga (in russo Юрманга?) è un centro abitato dell'Oblast' di Vologda, situato nel Babuškinskij rajon. La popolazione era di 469 abitanti al 2002.